# Arctosa scopulitibiis
Arctosa scopulitibiis là một loài nhện trong họ Lycosidae.
Loài này thuộc chi Arctosa. Arctosa scopulitibiis được Embrik Strand miêu tả năm 1906.